# Blanco (pevec)
Riccardo Fabbriconi, bolj znan tudi kot Blanco, italijanski pevec in raper, * 10. februar 2003, Brescia, Lombardija, Italija.
Leta 2022 je skupaj z Mahmoodom zmagal na glasbenem festivalu Sanremo s pesmijo »Brividi«, s katero sta zastopala Italijo na tekmovanju za pesem Evrovizije 2022 v Torinu.

## Zgodnje življenje
Riccardo Fabbriconi se je rodil očetu iz Rima in mami iz Lombardije v mestecu Calvagese della Riviera v Brescii.

## Kariera
9. junija 2020 je izdal svoj EP Quarantine Paranoid, dne 10. septembra 2021 pa je izdal svoj prvi  studijski album Blu celeste. Njegova najuspešnejša pesem doslej je »Mi fai impazzire« v sodelovanju s Sfero Ebbasta. Februarja 2022 je skupaj z Mahmoodom zmagal na glasbenem festivalu Sanremo 2022 s pesmijo »Brividi«. Italijo sta zastopala na tekmovanju za pesem Evrovizije 2022 v Torinu. 

## Diskografija

### Album
- Blu celeste (2021)

### Pesmi
- »Belladonna (Adieu)« (2020)
- »Notti in bianco« (2020)
- »Ladro di fiori« (2020)
- »La canzone nostra« (skupaj s Mace in Salmo) (2021)
- »Paraocchi« (2021)
- »Mi fai impazzire« (skupaj s Sfero Ebbasta) (2021)
- »Blu celeste« (2021)
- »Sai cosa c'è« (2021)
- »Lucciole« (2021)
- »Mezz'ora di sole« (2021)
- »Figli di puttana« (2021)
- »Pornografia (Bianco paradiso)« (2021)
- »Afrodite« (2021)
- »David« (2021)
- »Finché non mi seppelliscono« (2021)
- »Brividi« (skupaj z Mahmoodom) (2022)

#### V sodelovanju
- »Tutti muoiono« (Madame in Blanco) (2021)
- »Nemesi« (Marracash in Blanco) (2021)